# Noel Lynch
Noel Henry Lynch (* 8. Oktober 1955) ist ein irischer Bogenschütze.
Lynch, 1,82 m groß und 75 kg schwer, nahm an den Olympischen Spielen 1988 in Seoul teil, wo er den 74. Platz belegte. Vier Jahre später erreichte er Rang 62.